# Campionato Italiano Rally 2017
Il Campionato Italiano Rally 2017 si snoda su 8 gare distribuite su tutto il territorio nazionale.

## Il calendario
| Tappa | Data                 | Rally                                | Sede Rally      | Validità     | Vincitore         |
| ----- | -------------------- | ------------------------------------ | --------------- | ------------ | ----------------- |
| 1     | 17 - 19 Marzo        | Rally del Ciocco e Valle del Serchio | Forte dei Marmi | CIR/PROD/JUN | Simone Campedelli |
| 2     | 30 Marzo - 1º Aprile | Rally di Sanremo                     | Sanremo         | CIR/PROD/JUN | Paolo Andreucci   |
| 3     | 21 - 23 Aprile       | Rally Targa Florio                   | Palermo         | CIR/IND/JUN  | CANCELLATA.       |
| 4     | 12 - 14 Maggio       | Rally dell'Adriatico                 | Cingoli         | CIR/PROD/JUN | Umberto Scandola  |
| 5     | 2 - 4 Giugno         | Rally del Salento                    | Lecce           | CIR/PROD     | Paolo Andreucci   |
| 6     | 14 - 16 Luglio       | Rally di San Marino                  | San Marino      | CIR/IND/JUN  | Umberto Scandola  |
| 7     | 15 - 17 Settembre    | Rally di Roma Capitale               | Roma            | CIR/PROD/JUN | Simone Campedelli |
| 8     | 13 - 15 Ottobre      | Rally Due Valli                      | Verona          | CIR/PROD     | Luca Rossetti     |

## Risultati e classifiche

### Classifica campionato piloti assoluta
| Pos | Pilota            | CIO  | SRE  | TFL | ADR  | SAL  | SMR | RCT | DVL   | Punti  |
| --- | ----------------- | ---- | ---- | --- | ---- | ---- | --- | --- | ----- | ------ |
| 1   | Paolo Andreucci   | 7,5  | 18   | C   | 12   | 27   | 9   | 11  | 20,25 | 104,75 |
| 2   | Umberto Scandola  | 4    | 11   | C   | 16,5 | 7,5  | 18  | 14  | 19,5  | 90,5   |
| 3   | Simone Campedelli | 16,5 | Rit. | C   | 14,5 | 21   | 6   | 18  | 8,25  | 84,25  |
| 4   | Antonio Rusce     | 3,5  | 0    | C   | NP   | 15   | NP  | 6   | 6     | 30,5   |
| 5   | Kalle Rovanperä   | 0    | 0    | C   | 4    | 6    | 5   | 8   | NP    | 23     |
| 6   | Andrea Nucita     | 1,5  | 4    | C   | 4    | NP   | 8,5 | NP  | 4,5   | 22,5   |
| 7   | Elwis Chentre     | 6    | 5,5  | C   | NP   | NP   | NP  | NP  | 9     | 20,5   |
| 8   | Alessandro Perico | 11   | 7    | C   | NP   | NP   | NP  | NP  | NP    | 18     |
| 9   | Ivan Ferrarotti   | 3    | 4    | C   | NP   | 4,5  | NP  | NP  | NP    | 11,5   |
| 10  | Mattonen          | Rit. | NP   | C   | NP   | 2,25 | 0   | 0   | Rit.  | 2,25   |
| Pos | Pilota            | CIO  | SRE  | TFL | ADR  | SAL  | SMR | RCT | DVL   | Punti  |

| Colore  | Risultato             |
| ------- | --------------------- |
| Oro     | Vincitore             |
| Argento | 2º posto              |
| Bronzo  | 3º posto              |
| Verde   | Finito a punti        |
| Blu     | Finito senza punti    |
| Viola   | Ritirato (Rit)        |
| Viola   | Non classificato (NC) |
| Rosso   | Non qualificato (NQ)  |
| Nero    | Squalificato (SQ)     |
| Bianco  | Non partito (NP)      |
| Bianco  | Non ha gareggiato     |
| Bianco  | Infortunato (INF)     |
| Bianco  | Escluso (ES)          |
| Bianco  | Gara cancellata (C)   |

### Classifica campionato Costruttori assoluta
| Pos | Costruttore | CIO | SRE  | TFL | ADR  | SAL | SMR  | RCT | DVL   | Punti  |
| --- | ----------- | --- | ---- | --- | ---- | --- | ---- | --- | ----- | ------ |
| 1   | Peugeot     | 10  | 18,5 | C   | 18,5 | 33  | 14,5 | 19  | 27,75 | 141,25 |
| 2   | Škoda       | 11  | 11   | C   | 16,5 | 7,5 | 18   | 14  | 24,75 | 102,75 |
| Pos | Costruttore | CIO | SRE  | TFL | ADR  | SAL | SMR  | RCT | DVL   | Punti  |